# Toromiro
Der Toromiro (Sophora toromiro) ist eine in der Wildnis ausgestorbene Pflanzenart aus der Gattung der Schnurbäume (Sophora) in der Unterfamilie der Schmetterlingsblütler (Faboideae). Die Art war ein Endemit der Osterinsel.

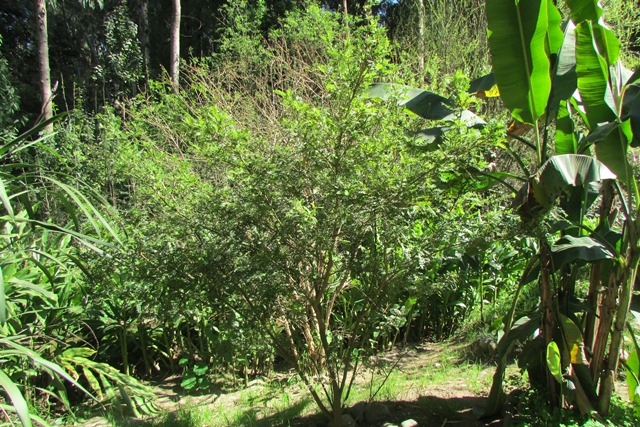
Toromiro-Strauch

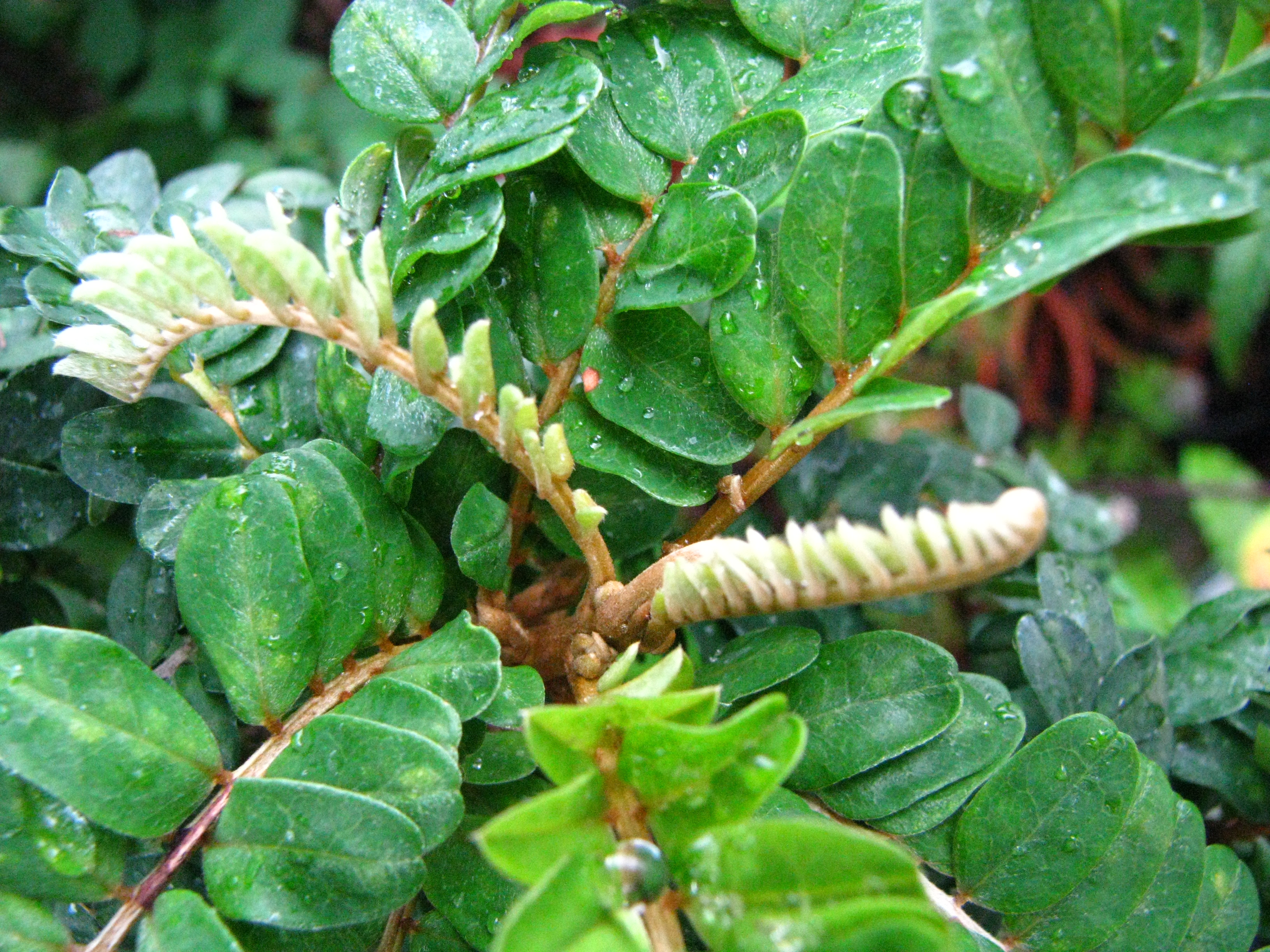
Junge Blätter beim Austrieb

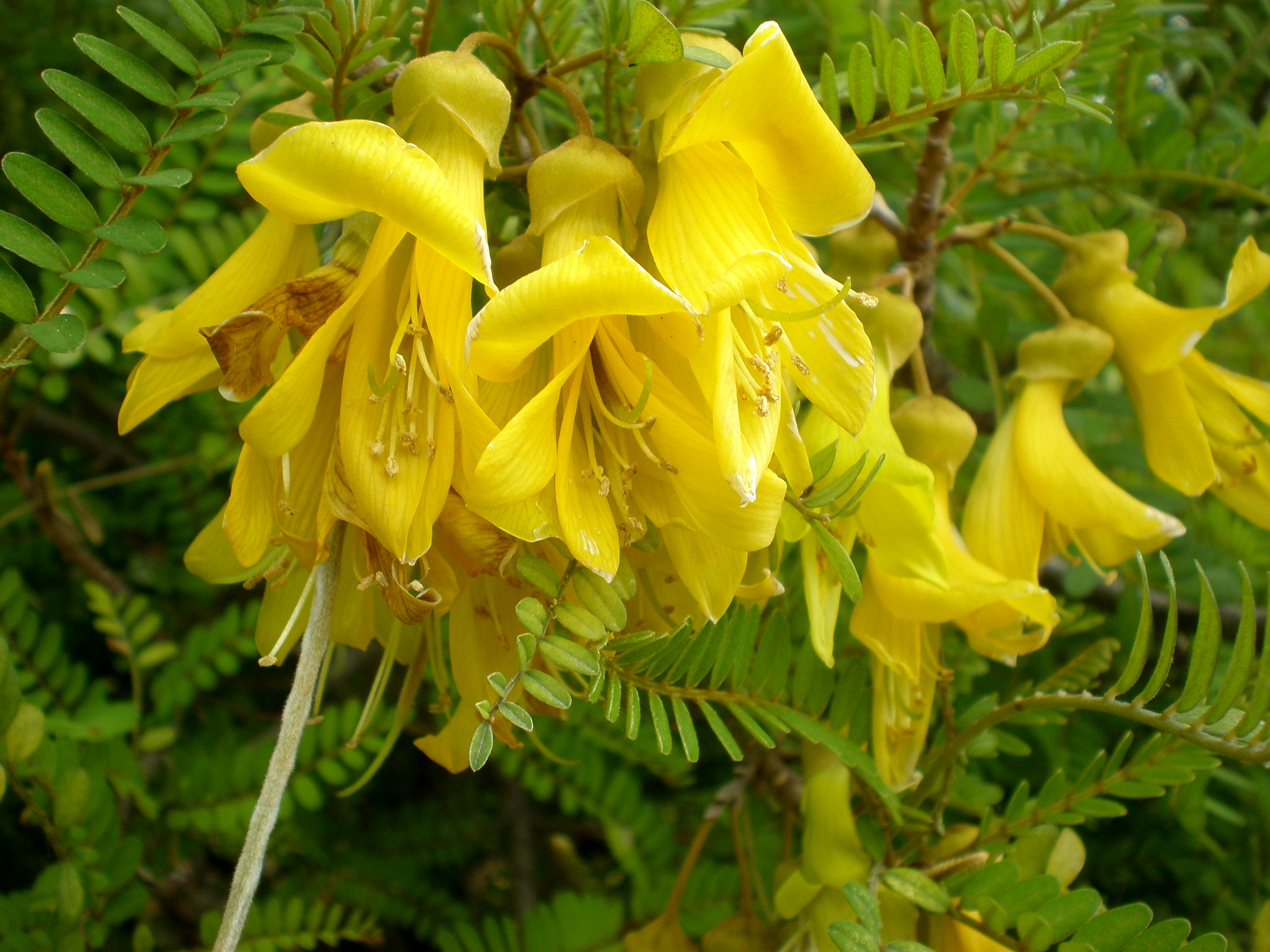
Blüten

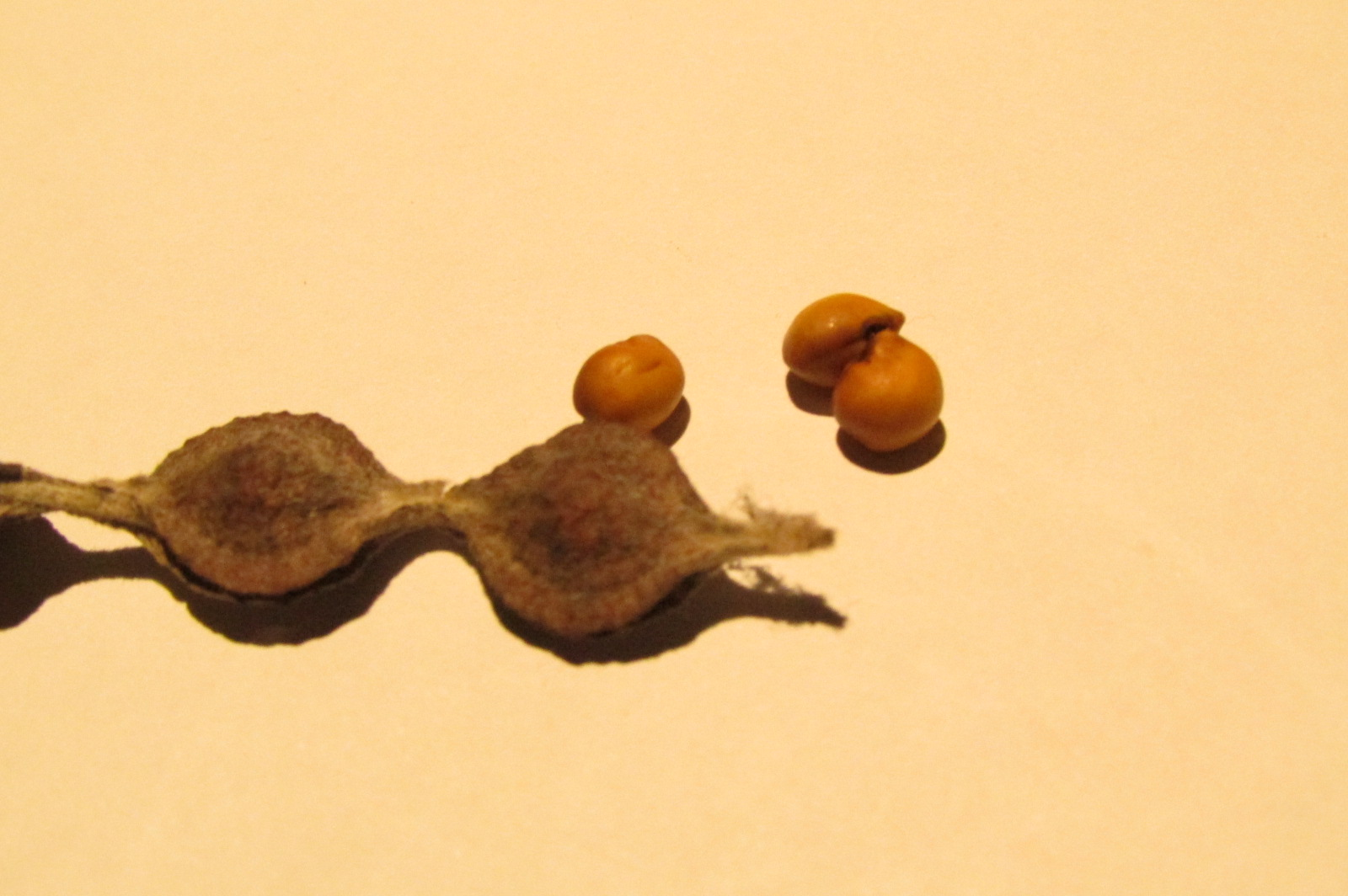
Samen und Samenhülsen

## Beschreibung
Der Toromiro ist ein langsam wachsender, kleiner Baum oder Strauch mit einer Wuchshöhe von vermutlich bis zu 3 Metern. Der Stamm erreicht einen Durchmesser von bis zu 30 Zentimetern, möglicherweise auch mehr. Die grau-braune Rinde ist glatt, dicht mit kleinen, hellgrau erscheinenden Rissen bedeckt. Die unpaarig gefiederten Laubblätter besitzen an der Unterseite und den Blattstielen eine feine, silbergraue Behaarung, die jedoch nur in der Vergrößerung erkennbar ist; sie lässt die Blattunterseite heller erscheinen. Die hellgrünen Einzelblättchen sind etwa 5 Millimeter lang und oval.
Die einzelstehenden, gelben Blüten sind etwa 2 Zentimeter lang und besitzen zehn Staubblätter. Die bis zu 10 Zentimeter langen Hülsenfrüchte enthalten jeweils vier bis fünf Samen.

## Taxonomie
Der Toromiro wurde 1873 von Rudolph Amandus Philippi in Botanische Zeitung. Berlin Band 31 Seite als Edwardsia toromiro erstbeschrieben. Der Gattungsname ehrt den walisisch-englischen Pflanzenzeichner Sydenham Teast Edwards (1769–1819). Die Art wurde 1922 von Carl Johan Fredrik Skottsberg in The Natural History of Juan Fernandez and Easter Island Band 2 Teil 2, Seite 73 als Sophora toromiro (Phil.) Skottsb. in die Gattung Sophora gestellt.

## Geschichte
Sophora toromiro wurde in archäobotanischen Pollenanalysen der Osterinsel bereits vor 35.000 Jahren nachgewiesen, sodass als gesichert gelten kann, dass sich die Pflanze ohne menschlichen Einfluss auf der Osterinsel angesiedelt hat. Die Samen vieler Sophora-Arten überstehen auch einen längeren Aufenthalt im Salzwasser, sodass die natürliche Verbreitung durch Meeresströmungen, ausgehend vom chilenischen Festland, anzunehmen ist.
Untersuchungen der University of Reading, Großbritannien, lassen den Schluss zu, dass Sophora toromiro ursprünglich im Unterholz in den Randbereichen der einst ausgedehnten Palmwälder auf der Osterinsel wuchs. Intensive menschliche Nutzung durch die Osterinsel-Kultur trug vermutlich bereits vor der Ankunft der Europäer zum Rückgang der Art bei.
Die erste schriftliche Erwähnung des Toromiro stammt von Georg Forster, der sie als Teilnehmer der zweiten Südseereise von James Cook (1772 bis 1775) auf der Osterinsel entdeckte und Herbarbelege für das Herbarium des British Museum of Natural History sammelte. Er berichtete, „Der Hügel war mit buschiger Mimosa [=Toromiro] bedeckt, die hier zu einer Höhe von acht oder neun Fuß wuchs, und einige der Stämme hatten etwa die Dicke eines männlichen Oberarmes.“
Kurz nach ihm besuchte der französische Entdecker Jean-François de La Pérouse 1786 die Osterinsel und schrieb „Hie und da wächst zwar die Mimosa, aber nur in einzelnen dünnen Sträuchern, deren stärkste Zweige nie über drei Zoll im Diameter haben.“
Als im 19. und 20. Jahrhundert die Osterinsel durch ein britisch-chilenisches Firmenkonsortium intensiv als Viehweide genutzt wurde, brach der Bestand zusammen, da die Tiere die Rinde der Bäume und Sträucher abweideten. Der Zahlmeister William Thomson, der 1886 an Bord des amerikanischen Schiffes Mohican die Osterinsel besuchte, berichtete von der bereits weitgehend zerstörten Flora als Folge des Verbisses: "An verschiedenen Plätzen . . . fanden wir kleine Ansammlungen von Edwardsia [= Toromiro], Broussonetia und Hibiscus, aber alle waren tot, all ihre Rinde war von den Schafherden abgebissen worden, die über die ganze Insel streunten. Keiner dieser Bäume war höher als 10 Fuß und der dickste Stamm, den wir fanden, hatte gerade mal 5 Zoll im Durchmesser.
Alfred Métraux fotografierte 1935 einen der letzten Toromiros im unteren Hangbereich des Kraters Rano Kao. Das Foto befindet sich heute im Archiv des Musée de l’Homme in Paris. Es zeigt (mit einer hockenden Frau als Vergleichsmaßstab) eine buschig wachsende, noch dicht belaubte Pflanze von etwa zwei Metern Höhe mit mehreren Stämmchen, die eine maximale Dicke von schätzungsweise 20 cm haben.
Der Botaniker Efrain Volovsky sammelte 1953 für den Botanischen Garten der Universität Viña del Mar Herbarbelege und beschrieb die Pflanze im Rano Kao – vermutlich dieselbe, die Métraux gesehen hatte – als einen Baum von 3 m Höhe und 25 cm Stammdurchmesser.
Thor Heyerdahl brachte bei seiner Osterinsel-Expedition (1955/56) Samen dieses vermutlich letzten erhaltenen Toromiro-Baumes aus dem Krater des Rano Kau nach Europa. Nach Heyerdahls Schilderung war die Pflanze stark geschädigt und fast aller Äste beraubt. 1960 wurde die letzte Pflanze als Feuerholz geschlagen.

## Verwendung
Das harte und feinporige, mit zunehmender Alterung tiefrot nachdunkelnde Holz wurde in der Osterinsel-Kultur vielfältig genutzt, als Baumaterial, zur Herstellung von häuslichen Gebrauchsartikeln und Waffen, aber überwiegend als Grundmaterial für rituelle Schnitzereien (Moai-Holzfiguren, Rei-Miro, Ao und Rapa sowie Zeremonialstäbe und -keulen). 1990 gelang es der französischen Botanikerin Catherine Orliac an Holzproben aus Göteborg die Zellstruktur des Toromiro mikroskopisch zu identifizieren, sodass nunmehr die Echtheit von Kunstobjekten der Osterinsel zweifelsfrei nachzuweisen ist.

## Erhaltungsbemühungen
Thor Heyerdahl sandte die im Rano Kao gesammelten sechs oder sieben Samen nach Schweden, wo sie nach einigen Umwegen dem Botanischen Garten in Göteborg übergeben wurden. Drei Jahre nach der Ankunft versuchte man daraus Pflanzen zu ziehen, fünf Samen konnten im folgenden Jahr zum Keimen gebracht werden. Aus Stecklingen wurden weitere Pflanzenexemplare gewonnen, die an andere Botanische Gärten weitergegeben, dort aufgezogen und vermehrt wurden.
Im Botanischen Garten Bonn wurde 1988 ein Exemplar entdeckt, das vermutlich aus dem Bestand von Göteborg aus den Jahren 1972–1975 stammte. Die Pflanze war inzwischen ca. 1,5 m hoch und schon vielfach vermehrt. Weitere Exemplare, deren genaue Herkunft unklar ist, wachsen im Botanischen Garten in Viña del Mar (Chile), im Waimea Arboretum (Hawaii) und den Royal Botanic Gardens in Melbourne.
1993 wurde die Toromiro Management Group gegründet, deren Ziel es war, Toromiros wieder auf der Osterinsel anzusiedeln. Ihr gehörten die Botanischen Gärten in Bonn, Göteborg und der Kew Garden bei London sowie die chilenische Forstbehörde (CONAF) und weitere Experten an. 1995 wurden 180 Jungpflanzen aus den Botanischen Gärten in Bonn und Göteborg zurückgebracht und der chilenischen Forstbehörde übergeben. Offenbar starben viele der Pflanzen in der Quarantäne an einer Pilzinfektion, die wenigen überlebenden Exemplare gediehen nur vorübergehend und starben letztlich vor Ort alle wieder ab, auch spätere Wiederansiedlungsversuche scheiterten. Ausschlaggebend für das Scheitern waren vermutlich das Fehlen von nitrifizierenden Bakterien im Boden vor Ort, die Zunahme von Schädlingen auf der Insel sowie die Schwäche der Nachkommenschaft des letzten Exemplars, das wahrscheinlich in einem Randgebiet der Verbreitung der Art wuchs. Ob eine Wiederansiedlung jemals gelingen wird, gilt u. a. wegen der schmalen genetischen Basis der wenigen in Kultur erhaltenen Pflanzen als unsicher.
Die IUCN führt Sophora toromiro als Extinct in the wild, d. i. in der freien Wildbahn ausgestorben.